# Rosenbergiella
El género Rosenbergiella engloba únicamente cuatro especies (Rosenbergiella nectarea (Halpern  et al. 2013), Rosenbergiella australiborealis (Lanaerts et al. 2014), Rosenbergiella collisarenosi (Lanaerts et al. 2014) y Rosenbergiella epipactidis (Lanaerts et al. 2014)) de bacterias pigmentadas (amarillo anaranjado) Gram negativas, mótiles y anaerobias facultativas pertenecientes a la familia Enterobacteriaceae. El género es nombrado en honor del microbiólogo israelí Eugene Rosenberg. R. nectarea fue aislada en 2013 en la ciudad de Haifa, Estado de Israel, del néctar (de ahí su denominación, "nectarea) de individuos sanos de Amygdalus communis o almendro común. Sin embargo, este género se encuentra clasificado dentro del "Grupo de riesgo 1", según la Clasificación Alemana de Bioseguridad. Posteriormente, se han podido aislar otras dos cepas procedentes, en este caso, de néctar de individuos sanos de Citrus paradisi o Pomelo.
R. nectarea puede ser aislado y cultivado en medios de cultivo comunes. Al microscopio óptico, presentan una morfología bacilar y unas dimensiones con una longitud de unos 2,1µm y un diámetro de 0,81µm. En cuanto a las condiciones de cultivo, las cuatro especies integrantes presentan un rango de temperaturas de crecimiento de ente 4°C y 35 °C, con una temperatura de cultivo óptima de 29 °C (28 °C-30 °C ), lo que las hace mesófilas. En cuanto a las condiciones de salinidad a las que pueden desarrollarse, estas son ligeramente halófilas, pudiendo crecer a concentraciones de NaCl de hasta el 5%,con una concentración óptima del 3%. Presentan un contenido en G+C de un 46,8%. El análisis de la composición en ácidos grasos de la membrana plasmática por cromatografía de gases, obtuvo que los ácidos grados predominantes del perfil de ácidos grasos en R. nectarea son el ácido palmitoléico, el ácido esteárico y el ácido metil cis-9,10-metilenhexadecanoico . Con respecto a pruebas metabólicas las cuatro especies son catalasa positivas, ureasa negativas, no productoras de H2S, citocromo oxidasa negativas, arginina dihidrolasa positivas, indol negativas y productoras de acetoína o Voges-Proskauer positivas.
Filogenéticamente, R. nectarea presenta un gran parecido evolutivo, con un 97% de similitud en la secuencia del ARNr16S, con Phaseolibacter flectens.